# 215021 Fanjingshan
215021 Fanjingshan è un asteroide della fascia principale. Scoperto nel 2009, presenta un'orbita caratterizzata da un semiasse maggiore pari a 2,6640383 au e da un'eccentricità di 0,2031415, inclinata di 13,26120° rispetto all'eclittica.
L'asteroide è dedicato alla riserva naturale di Fanjingshan, patrimonio dell'umanità situato in Cina.